# Suvanna Kamphong
Suvanna Kamphong, auch Souvanna Kham-Phong (voller Thronname Samdat Brhat-Anya Suvarna Kamabangsa, vor der Thronbesteigung Phagna Phong), war von 1316 bis vor 1343 König von Rajadharani Sri Sudhana (Sawa), des heutigen Luang Phrabang.

## Leben
1306 tötete Suvanna Kamphong den Prinzen von Phuan und dessen drei Söhne. Nach dem vermutlich natürlichen Tod von König Phraya Lang wurde Suvanna Kamphong von den Adligen zum neuen König gewählt. Er hatte verschiedene Ehefrauen, unter ihnen
- Nang Kamnan aus dem Khmer-Reich,
- Nang Ok-Khong und
- Nang Khom.

Insgesamt hatte König Suvanna Kamphong fünf Söhne und vier Töchter, unter ihnen Chaofa Ngiao, der als Khun Phi Fa seinem Vater auf den Thron nachfolgte und bis 1343 regierte. Suvanna Kamphong starb, ohne das Datum zu kennen.
Chaofa Kham Hiao folgte seinem Bruder auf den Thron und regierte bis 1353.
Kham Hiao nahm sich vor 1353 selbst das Leben, nachdem er sich geweigert hatte, seinen Enkel Fa Ngum in einen Kampf zu führen.